# 斯基比夫卡
49°51′14″N 34°59′57″E / 49.85389°N 34.99917°E
斯基比夫卡（羅馬化：Skybivka）是烏克蘭中部的村莊，隸屬波爾塔瓦州的波爾塔瓦區。該村處於斯溫基夫卡河畔，距離菲連科韋1公里，海拔高度153米，2001年人口326。